# 鹿児島市立黒神小学校
鹿児島市立黒神小学校（かごしましりつくろかみしょうがっこう）は、鹿児島県鹿児島市黒神町にある市立小学校。2023年（令和5年）11月現在の児童数は1名。

## 概要
桜島の北東部にある小学校である。桜島の噴火による被害による休校や廃校・再開を経て今日に至る。小規模特認校に指定されており、通学区域外からも通学できることになっている。

## 沿革

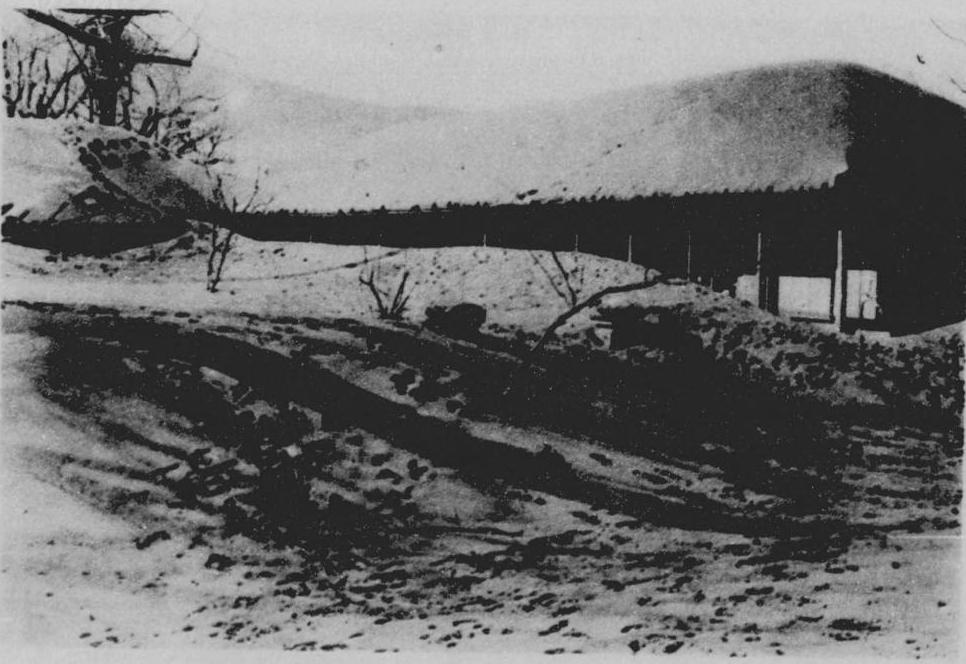
桜島の大正大噴火による火山灰で埋没した黒神の宮原小学校（現在の黒神小学校の前身）

- 1877年（明治10年） - 黒神小学校創立[3][4]。
- 1887年（明治20年） - 簡易小学校となる[4]。
- 1897年（明治30年） - 宮原小学校に改称[4]。
- 1914年（大正3年） - 桜島の大正大噴火により黒神集落が被害を受け廃校[4]。
- 1918年（大正7年） - 高免小学校（現在の鹿児島市立高免小学校）の分教場として再開。高免小学校黒神分教場となる[4]。
- 1941年（昭和16年） - 国民学校令により黒神国民学校と改称[4]
- 1946年（昭和21年） - 桜島の昭和噴火による溶岩流出により休校[5]。翌年4月1日再開[5]。
- 1947年（昭和22年） - 東桜島村立黒神小学校と改称。
- 1950年（昭和25年） - 東桜島村が鹿児島市に編入されるのに伴い鹿児島市立黒神小学校と改称[3]。

## 通学区域
鹿児島市教育委員会の指定による2021年（令和3年）現在の東桜島小学校の通学区域は以下のとおりである。但し特認校制度によりその他の区域からの通学も認められている。
- 黒神町、高免町（鹿児島市立高免小学校（休校中）の区域を除く）